# Neoleucinodes dissolvens
Neoleucinodes dissolvens là một loài bướm đêm trong họ Crambidae.